# Салтиково
Салтиково или Салтъккьой (на гръцки: Λάβαρα, Лавара) е село в Североизточна Гърция, част от община Софлу.

## География
Отстои на 2 километра от река Марица, която е граница между Гърция и Турция. Най-близкото турско селище на отсрещния бряг на Марица е Алибей.
Лавара има население от 1580 души.
Разположено в богатата долина на Марица Салтиково има богато землище, но има и средищно транспортно значение, което е запазило селото от замиране. Салтъккьой е ЖП спирка на железопътната линия от Одрин за Дедеагач /Александруполи/, а през него минава и европейски път E85, започващ от север от литовския град Клайпеда и движейки се на юг стигащ до Дедеагач /Александруполи/.

## История
Преди Балканските войни село Салтъккьой е гръцко християнско село част от Димотишка кааза на Османската империя. В „Етнография на вилаетите Адрианопол, Монастир и Салоника“, издадена в Константинопол в 1878 година и отразяваща статистиката на населението от 1873 Салтък кьой (Saltyk-keui) е посочено като село със 170 домакинства и 780 жители гърци. В демографската статистика на професор Любомир Милетич от 1912 година е посочено, че селото има 360 гръцки семейства и е едно от големите селища на Димотишко.